# Park Si-hun
Park Si-hun, né le 16 décembre 1965, est un boxeur sud-coréen. Il est champion olympique en 1988.

## Carrière
Champion d'Asie des super welters à Bangkok en 1985 et au Koweït en 1987, il devient à la surprise générale champion olympique de la catégorie aux Jeux de Séoul en 1988 après sa victoire en finale contre l'Américain Roy Jones Jr.. Il sera révélé, après enquête, que les trois juges ont été achetés.

## Parcours auxJeux olympiques
Jeux olympiques d'été de 1988 à Séoul (poids super welters) :
- Bat Abdullah Ramadan (Soudan) par arrêt de l'arbitre au 2e round
- Bat Torsten Schmitz (RDA) 5-0
- Bat Vincenzo Nardiello (Italie) 3-2
- Bat Ray Downey (Canada) 5-0
- Bat Roy Jones Jr. (États-Unis) 3-2

### Articles  connexes
- Boxe aux Jeux olympiques d'été de 1988